# Kasanilepis
Kasanilepis è un genere estinto di pesci ossei appartenenti agli Actinopterygii (pesci con pinne raggiate). Il genere è noto da fossili rinvenuti nel Permiano medio (Guadalupiano inferiore) della Russia europea, in particolare nella Repubblica del Tatarstan. Il genere è rappresentato dalla sola specie Kasanilepis chupaevensis .

## Descrizione
Kasanilepis comprende pesci di medie dimensioni dal corpo snello e allungato. L'opercolo è stretto e alto il doppio rispetto al subopercolo. È presente una grande placca mascellare postorbitale di forma trapezoidale. Un solo dermoiale è presente. La pinna dorsale è situata in corrispondenza dell’intervallo tra le pinne pelviche e quella anale. Le pinne impari hanno basi di lunghezza moderata. Il peduncolo caudale è allungato.
La copertura di scaglie è composta da 70–75 file verticali e 40–45 file orizzontali di scaglie di medie dimensioni, indicando un rivestimento corporeo denso e ben definito.

## Classificazione
Kasanilepis chupaevensis è stato descritto per la prima volta da Minich nel 1996 sulla base dell'olotipo, catalogato come NMRT 13424, che consiste in un esemplare fossile con cranio incompleto. Il fossile proviene dalla cava di Chupayevo, nel distretto di Almetyevsk, Repubblica del Tatarstan (Russia europea).
L’orizzonte stratigrafico corrisponde al Permiano medio, più precisamente al Kazaniano inferiore, all'interno della Formazione di Chupayevo. 
Kasanilepis è stato attribuito alla famiglia Acrolepidae, comprendente pesci paleonisciformi di dimensioni medio-grandi e dalle attitudini predatorie.